# Anova-Irmandade Nacionalista
Anova-Irmandade Nacionalista («Renuevo-Hermandad Nacionalista») es una organización política española de ámbito gallego y de ideología nacionalista gallega. Surgió en 2012 a partir de Encontro Irmandiño, antigua corriente del Bloque Nacionalista Galego (BNG).

## Historia
El 26 de enero de 2012 se celebró la XIII Asamblea Nacional del Bloque Nacionalista Galego (BNG) bajo una profunda división interna en el partido, tras la que se escindieron diversos sectores, entre los que destacaron Máis Galiza y Encontro Irmandiño. Poco después comenzaron varios procesos de confluencia que, por un lado, se materializaron en la creación de Compromiso por Galicia. Por su parte, Encontro Irmandiño se desligó de este proceso buscando crear un proyecto con un origen más asambleario de base que nació inicialmente con el nombre de Novo Proxecto Común. En dicho proyecto participaron militantes de Frente Popular Galega (FPG), Fronte Obreira Galega (FOGA), Movemento pola Base y Causa Galiza, entre otras organizaciones; sin embargo, Causa Galiza finalmente se desligó del proceso.
Finalmente, el 14 de julio de 2012 se celebró en Santiago de Compostela la Asamblea Nacional del Novo Proxecto Común, adoptando el nombre de Anova-Irmandade Nacionalista, con una coordinadora nacional de 75 miembros entre los que se encontraban Xosé Manuel Beiras y Martiño Noriega. Como elementos de su programa, se anunció que la formación incorporaría el ecologismo, el republicanismo y el independentismo.
Asimismo el miembro de la coordinadora, líder de Frente Popular Galega y concejal de Alternativa Canguesa de Esquerdas Mariano Abalo anunció que trabajaría para incorporar a Esquerda Unida al proyecto.
El 11 de febrero de 2013 Anova-Irmandade Nacionalista se inscribió como partido político en el Registro de Partidos Políticos, bajo las siglas AINA. En marzo de ese año, dos de los miembros constituyentes de Anova, Nova Esquerda Socialista y un sector de Unidade da Esquerda Galega, se unieron formando Nova Esquerda Galega, organización integrada en Anova.
Pese anunciarse en su momento la integración de Unidade da Esquerda Galega en Compromiso por Galicia, posteriormente se anunció que su líder Óscar Lomba Álvarez fue elegido miembro de la Coordinadora Nacional de Anova y se vio forzado a abandonar el Consejo Político Nacional de Compromiso por Galicia. Actualmente la militancia de Unidade da Esquerda Galega se encuentra repartida entre Compromiso por Galicia y Anova-Irmandade Nacionalista, aunque ambas partes manifestaron su deseo de contribuir a la unidad de la izquierda y el nacionalismo gallego, y se mostraron dispuestas a seguir dialogando.
En septiembre de 2014, los integrantes del FOGA anuncian su salida de la formación. El mes siguiente, tras la segunda Asamblea Nacional de Anova, la corriente Cerna decide también dejar la formación tras consultarlo en un referéndum interno.

### Elecciones al Parlamento de Galicia de 2012
Tras el anuncio del adelanto de las elecciones autonómicas a octubre de 2012, Anova manifestó su voluntad de conformar una amplia coalición de izquierdas, que englobaría al Bloque Nacionalista Galego, Compromiso por Galicia, Frente Popular Galega y Esquerda Unida; coalición a la que también Equo mostró su predisposición a unirse. Por su parte Compromiso por Galicia ofreció a Anova un acuerdo electoral para concurrir juntos en coalición.
El 4 de septiembre el Consello Político de Esquerda Unida aceptó presentarse con Anova en las elecciones; uniéndose igualmente a la coalición Equo y Espazo Ecosocialista Galego (este último previa separación de Compromiso por Galicia). El nombre que la nueva coalición adoptó fue el de Alternativa Galega de Esquerda. Compromiso por Galicia, por su parte, pese haber anunciado su participación en ella, finalmente decidió presentarse en solitario.

### Elecciones al Parlamento Europeo de 2014
En las elecciones al Parlamento Europeo de 2014, Anova participó en la coalición La Izquierda Plural junto con otras fuerzas políticas de izquierda del Estado, como Izquierda Unida, Iniciativa per Catalunya Verds y Espazo Ecosocialista Galego, entre otras. Anova ganó un eurodiputado en estas elecciones, ya que de los seis diputados que ganó La Izquierda Plural, el número cinco, Lidia Senra representó a Anova.

### Elecciones municipales de 2015
En las elecciones municipales de 2015, Anova apostó por apoyar candidaturas ciudadanas de confluencia en varios municipios, participando militantes de Anova en las listas de Marea Atlántica en La Coruña, Compostela Aberta en Santiago de Compostela, Marea de Vigo, Ferrol en Común, Marea Pontevedra y Lugonovo en las grandes ciudades gallegas, así como en listas de confluencia en otras pequeñas localidades. En la ciudad de Orense, inicialmente apoyaron la lista Ourense en Común, pero finalmente se presentaron solos a las elecciones.
Asimismo, junto a Esquerda Unida, impulsó el partido político instrumental SON con el objetivo de poder ganar un diputado provincial. Las candidaturas adscritas a esta coalición llevaban en su nombre la palabra SON.
Tras las elecciones resultaron elegidos alcaldes cinco miembros de Anova: Martiño Noriega en Santiago de Compostela, Rafael Sisto Edreira en Teo, Benito Portela Fernández en Sada, Antonio Negreira Noya en Valle del Dubra y David Rodríguez Estévez en Manzaneda.

### Elecciones al Parlamento de Galicia de 2016
Anova se presentó a las elecciones gallegas de 2016 en la coalición En Marea, obteniendo dos diputados en el Parlamento de Galicia (David Rodríguez Estévez y Antón Sánchez García).

### Elecciones al Parlamento de Galicia de 2020
Para las elecciones gallegas del 12 de julio de 2020, Anova se presentó en coalición junto a Podemos, Esquerda Unida y las mareas municipalistas, bajo el nombre de Galicia en Común. La coalición, que había obtenido 14 escaños cuatro años antes, ahora no obtuvo ninguno, y dejó de tener representación en el Parlamento de Galicia.

### Elecciones generales de España de 2023
Para las elecciones generales de España de 2023 Anova rechazó presentarse y llamó a "concentrar el voto en defensa de la democracia y de la soberanía nacional de Galicia".

### Elecciones al Parlamento de Galicia de 2024
Para las gallegas de 2024 Anova llega a un acuerdo de colaboración con el BNG, en el que decide no presentarse para concentrar galleguista y desbancar al PP de la Junta de Galicia. 

## Controversias
A finales de abril de 2018, el Responsable de Rebelión Cívica de Anova y exsecretario general de Xeira (organización juvenil de la FPG vinculada a Anova), Brais Borrajo, fue acusado en la red social Twitter de haber agredido y acosado sexualmente a varias excompañeras de Xeira. Borrajo negó estas acusaciones, mientras que Xeira lanzó un comunicado en el que condenaba la instrumentalización política del caso realizada por ciertos sectores ajenos a la causa feminista. El 1 de mayo, Borrajo dimitió de sus responsabilidades como cargo de Anova, y el partido en cuestión inició una investigación interna. El 27 de julio, la sección feminista de En Marea denunció públicamente el encubrimiento del caso de Borrajo por parte de Anova, a quienes acusaban de mantener el caso en el limbo y de confraternizar con Borrajo pese a sus acusaciones (al haber estado este compartiendo conversación con altos cargos de Anova en la marcha del 25 de julio, Día Nacional de Galicia). Anova se defendió asegurando que Borrajo seguía siendo investigado, y que su dimisión como militante de la formación se mantenía. El caso sería archivado durante el verano de 2019.

## Resultados electorales

### Elecciones al Parlamento de Galicia
| Fecha  | Candidato                                    | Votos                                        | %                                            | Diputados                                    |
| ------ | -------------------------------------------- | -------------------------------------------- | -------------------------------------------- | -------------------------------------------- |
| 2012 a | Xosé Manuel Beiras                           | 200 101                                      | 13,99                                        | 4/75                                         |
| 2016 b | Luís Villares Naveira                        | 271 418                                      | 19,07                                        | 2/75                                         |
| 2020   | Dentro de la candidatura de Galicia en Común | Dentro de la candidatura de Galicia en Común | Dentro de la candidatura de Galicia en Común | Dentro de la candidatura de Galicia en Común |

a Dentro de la coalición Alternativa Galega de Esquerda, esta obtuvo 9 diputados de los cuales 4 fueron asignados a Anova.
b Dentro de la coalición En Marea, esta obtuvo 14 diputados de los cuales 2 fueron asignados a Anova.

### Elecciones al Parlamento Europeo
Se exponen los resultados por Galicia, la eurodiputada de Anova electa fue Maria Lidia Senra.
| Fecha  | Cabeza de lista | Votos   | %     | Diputados |
| ------ | --------------- | ------- | ----- | --------- |
| 2014 a | Willy Meyer     | 107 095 | 10,50 | 1/54      |

a Dentro de la coalición La Izquierda Plural, esta obtuvo 6 eurodiputados de los cuales 1 fue asignado a Anova.

### Elecciones municipales
| Concejos municipales | Concejos municipales | Concejos municipales | Concejos municipales | Concejos municipales | Concejos municipales | Concejos municipales |
| Fecha                | España               | España               | España               | Galicia              | Galicia              | Galicia              |
| Fecha                | Votos                | %                    | Concejales           | Votos                | %                    | Concejales           |
| -------------------- | -------------------- | -------------------- | -------------------- | -------------------- | -------------------- | -------------------- |
| 2015 a               | 53 205               | 0,24                 | 76/67 611            | 53 205               | 3,61                 | 76/3766              |

a En coalición con Esquerda Unida y candidaturas ciudadanas, bajo las siglas de SON.